# Torreadrada
Torreadrada é um município da Espanha na província de Segóvia, comunidade autónoma de Castela e Leão, de área 32,86 km² com população de 110 habitantes (2006) e densidade populacional de 3,43 hab/km².

## Demografia
| Variação demográfica do município entre 1991 e 2004 | Variação demográfica do município entre 1991 e 2004 | Variação demográfica do município entre 1991 e 2004 | Variação demográfica do município entre 1991 e 2004 |
| --------------------------------------------------- | --------------------------------------------------- | --------------------------------------------------- | --------------------------------------------------- |
| 1991                                                | 1996                                                | 2001                                                | 2004                                                |
| 153                                                 | 146                                                 | 121                                                 | 113                                                 |